# Tàu ma của Bắc Triều Tiên

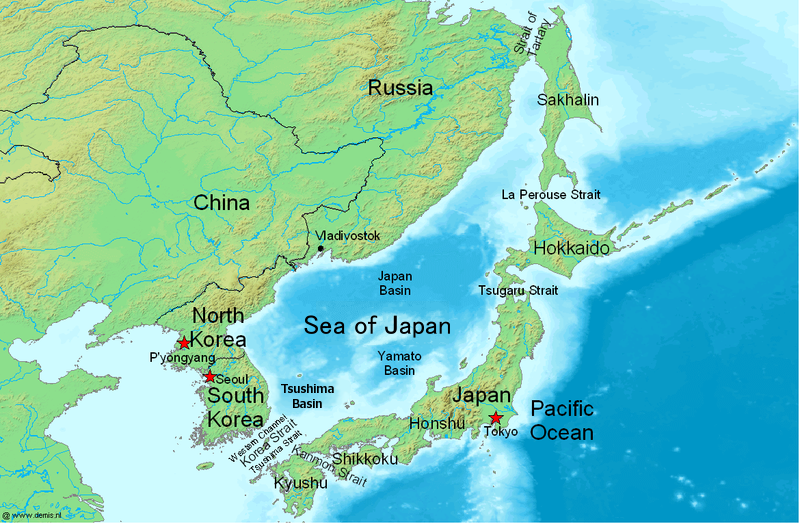
Biển Nhật Bản (Biển Đông) nằm giữa Bắc Triều Tiên và Nhật Bản.

Mỗi năm, có hàng chục chiếc thuyền vô chủ từ Bắc Triều Tiên dạt vào bờ biển Nhật Bản; một số có chứa hài cốt của thủy thủ đoàn. Người ta cho rằng những "con tàu ma" này là do các ngư dân Bắc Triều Tiên bị lạc trên biển, rồi chết do phơi mình hoặc chết đói.

## Phân tích
Đánh cá là một ngành nghề nguy hiểm trên toàn thế giới. Ví dụ, trong một nghiên cứu, ngư dân Úc có tỷ lệ tử vong liên quan đến công việc là 143 trên 100.000 người-năm, gấp 18 lần tỷ lệ tử vong liên quan đến công việc trung bình ở Úc. Trong suốt mùa đông, các tàu đánh cá của Bắc Triều Tiên ra khơi tìm kiếm cua hoàng đế, mực và thằn lằn bóng. Một số thuyền dường như do binh lính điều hành hoặc được quân đội cho dân thường thuê lại. Cá là một trong những mặt hàng chính mà Bắc Triều Tiên xuất khẩu sang Trung Quốc. Xác tàu thuyền của ngư dân Bắc Triều Tiên chủ yếu dạt vào bờ biển phía bắc Nhật Bản vào mùa đông do các cơn gió mùa.
Đặc điểm chung của những con tàu ma này thường là những con tàu cũ kỹ, thiếu động cơ hiện đại mạnh mẽ cũng như không có chức năng định vị GPS. Lí do thủy thủ đoàn tử vong có thể là do phơi mình hoặc chết đói do thiếu thức ăn. Các học giả như John Nilsson-Wright của Chatham House không chắc rằng những con tàu này là kết quả của các cuộc đào tẩu; do Hàn Quốc có quan hệ văn hóa và ngôn ngữ chặt chẽ hơn, và gần Bắc Triều Tiên hơn bằng đường biển để đến Nhật Bản, việc đào tẩu qua Nhật Bản thay vì Hàn Quốc bằng tàu thuyền là không phổ biến. Có vài tiền lệ hiếm hoi về những người đào tẩu đến được gần Nhật Bản. Năm 1987, 11 người đào tẩu trôi dạt từ Bắc Triều Tiên sang phía tây Nhật Bản. Năm 2006, bốn người đào tẩu đã trôi đến miền bắc Nhật Bản. Vào tháng 9 năm 2011, 9 người đào tẩu vô tình thực hiện chuyến đi kéo dài 5 ngày đến vùng biển Nhật Bản trên một chiếc thuyền nhỏ trong khi đang cố gắng để đến Hàn Quốc.
Tờ Bưu điện Hoa Nam Buổi sáng dẫn lời một nhà phân tích rằng ít có khả năng đặc vụ Bắc Triều Tiên sử dụng tàu để thâm nhập vào Nhật Bản vì nếu dùng hộ chiếu giả rồi đưa các đặc vụ lên chuyến bay hoặc lên phà để tới Nhật Bản thì dễ hơn nhiều.
Bên cạnh những người đào tẩu, những chiếc thuyền đánh cá với thủy thủ đoàn còn sống cũng đã dạt vào bờ biển Nhật Bản. Vào tháng 11 năm 2017, người ta tìm thấy tám người đàn ông Bắc Triều Tiên cùng một chiếc thuyền bị hỏng ở bờ biển phía bắc Nhật Bản. Những người này nói rằng họ bị sóng đánh dạt vào bờ sau khi thuyền bị hỏng.

### Giải thích về đánh bắt bất hợp pháp của Trung Quốc
Các ngư dân thương mại Trung Quốc đã đánh bắt mực với quy mô lớn trong vùng biển của Bắc Triều Tiên, tức vi phạm lệnh trừng phạt của Liên Hợp Quốc về việc cấm tàu cá nước ngoài đánh bắt trong vùng biển này. Số tàu đánh bắt của Trung Quốc có lúc lên tới 800 tàu, khiến trữ lượng mực ở vùng biển đó giảm tới 70%. Theo tổ chức Global Fishing Watch thì "Đây là trường hợp đánh bắt bất hợp pháp lớn nhất được biết đến do một đội tàu công nghiệp hoạt động trong vùng biển của quốc gia khác." Sự sụt giảm nguồn dự trữ mực do hoạt động đánh bắt bất hợp pháp này cũng được cho là một nguyên nhân góp phần làm gia tăng số tàu ma của Bắc Triều Tiên. Điều này được cho là đã buộc các ngư dân của Bắc Triều Tiên phải đánh bắt xa bờ và ở ngoài khơi xa hơn, làm tăng đáng kể các rủi ro của một nghề nghiệp vốn đã nguy hiểm. Kể từ năm 2017, cái được gọi là "hạm đội bóng tối" gồm các tàu cá Trung Quốc đã thu hoạch lượng mực trị giá nửa tỷ đô la ở vùng biển Bắc Triều Tiên.

## Hậu sự
Khi được Los Angeles Times hỏi về số phận của những con thuyền và thi thể ở Wajima, các nguồn tin địa phương nói rằng những thi thể không ai nhận được hỏa táng và tro của họ được cất giữ trong một khu nhà Phật. Còn những chiếc thuyền được tháo dỡ, phá hủy rồi thiêu hủy.

## Số liệu thống kê
- 2011 – Năm đầu tiên Cảnh sát biển Nhật Bản công bố các dữ liệu chính thức. Các con số của những năm trước đó có thể tương tự như số liệu của năm 2011, nhưng của những năm trước nữa thì không rõ. Người ta ghi nhận 57 thuyền trong năm 2011 và không tiết lộ số lượng thi thể.[12] Do mỗi mảnh thuyền vỡ được tính là một trường hợp riêng, số lượng tàu thuyền thực chất có thể ít hơn.[4] Người ta cũng cho rằng hầu hết các tàu này đều bắt nguồn từ Bắc Triều Tiên, do chữ viết đặc trưng, tính chất thô sơ của các con thuyền, và đôi khi có những manh mối khác. Tuy nhiên, không thể loại trừ rằng một số thuyền có thể xuất phát từ Hàn Quốc hoặc những nơi khác.[12]
- 2012 – có 47 thuyền được báo cáo.[12]
- 2013 – có 80 thuyền được báo cáo.[12]
- 2014 – có 65 thuyền được báo cáo.[12]
- 2015 – tính đến ngày 27 tháng 11 năm 2015, có 34 thuyền được báo cáo. Theo NHK, các xác thuyền được báo cáo vào tháng 10 và tháng 11 chứa phần còn lại của tổng số 25 thi thể. Lực lượng bảo vệ bờ biển cho biết các thi thể đã bị phân hủy nặng; trong đó có một chiếc thuyền chứa sáu chiếc đầu lâu, cho thấy chiếc thuyền có thể đã lênh đênh trên biển trong một thời gian dài.[13]
- 2016 – Theo báo cáo của Fox News, có khoảng 24 con thuyền đã đến bờ biển Nhật Bản.[14] Sky News cũng đưa tin rằng có từ 66 chiếc thuyền trở lên, bao gồm cả những chiếc thuyền được tìm thấy trôi dạt ở ngoài khơi.[15][16]
- 2017 – người ta ghi nhận một kỷ lục 104 chiếc thuyền được tìm thấy với ít nhất 31 thi thể (và ít nhất có 42 người sống sót),[17][18] trong đó có một chiếc thuyền gỗ dài 22 foot (6,7 m) chứa tám thi thể chỉ còn lại bộ xương được tìm thấy vào tháng cuối tháng 11. Fox News dẫn lời các nhà phân tích, cho rằng việc gia tăng các tàu ma của Bắc Triều Tiên là do thiếu lương thực và các lệnh trừng phạt chống lại Kim Jong-un ở đất nước này.
- 2018 – Tính đến ngày 13 tháng 11 năm 2018, 89 thuyền với 12 thi thể đã được báo cáo.[19]
- 2019 – Ít nhất có 156 thuyền đã được báo cáo. Có một trường hợp là bảy thi thể trôi dạt vào đảo Sado trong ngày 28 tháng 12 năm 2019.[20]

Người ta cũng ghi nhận về tàu ma của Bắc Triều Tiên ở vùng Viễn Đông của Nga.